# 穆青
穆青（1921年—2003年），原名穆亚才，笔名穆肃，男，回族，祖籍河南杞县，生于安徽蚌埠，中华人民共和国新華社记者、新闻家。

## 生平
1937年，穆青参加八路军，並入学延安鲁迅艺术文学院，随后进入《解放日报》工作，发表《人们在谈说着赵占魁》、《雁翎队》等作品。第二次国共内战期间，奔赴东北，担任《东北日报》编辑。1949年，调任北京新华总社，随第四野战军南下，其记载数篇战地报告，汇入《南征散记》出版。中华人民共和国成立后，担任新华社华东总分社第一副社长、社长，上海分社社长。1958年调入北京，任新华社国内部主任、副社长，报道焦裕禄事迹。“文化大革命”期间，因为反对江青而被停职检查。1977年，起用为新华社总编辑，并于次年率先发文《为了周总理的嘱托—记农民科学家吴吉昌》以否定文化大革命。1981年新华社播发其与郭超人、陆拂编写的《历史的审判》。1982年，担任新华社社长，两年后其文选出版。1986年，兼任中国新闻学院院长。此后连续发表新闻通讯文章。2003年去世。

## 六四事件
1989年天安門民主運動爆發時，穆青為時任新華社社長，6月3日夜解放軍開始武力清場後，穆青沉痛說出：「今夜，是中國歷史上最黑暗的一夜。」

## 家庭
妻子续磊，岳父续范亭。